# V Гідри
V Гідри (V Hydrae, V Hya) – вуглецева зоря у сузір'ї Гідри.

## Змінність
V Гідри є напівправильною змінною зорею типу SRa, іноді її відносять до Мірид. Її світність коливається між першою та другою зоряною величиною з періодом 530 днів, але також має сильні згасання з періодом близько 6160 днів (майже 17 років), коли світність може досягати 12 зоряної величини.

## Еволюційна стадія
V Гідри є вуглецевою зорею на стадії АВГ, процес зачерпування в якій призводить до переважання в її атмосфері вуглецю над киснем. Рівень втрати маси з V Гідри свідчить про те, що вона перебуває наприкінці стадії АВГ і близька до повної втрати атмосфери та формування планетарної туманності. Її іноді відносять до об'єктів після АВГ.

## Компоненти
У V Гідри є видимий компонент на кутовій відстані 46". Його світність становить 11,5 зоряної величини.
У V Гідри є також невидимий компонент, який обертається з періодом майже 8,5 років. Його було виявлено за сплесками ультрафіолетового випромінювання та викидами речовини, пов'язаними з проходженням периастру. Вважається, що різке зниження яскравості, яке відбувається з періодом трохи менше сімнадцяти років, спричинено проходженням перед зорею супутника та пов'язаної з ним хмари.

## Снаряди

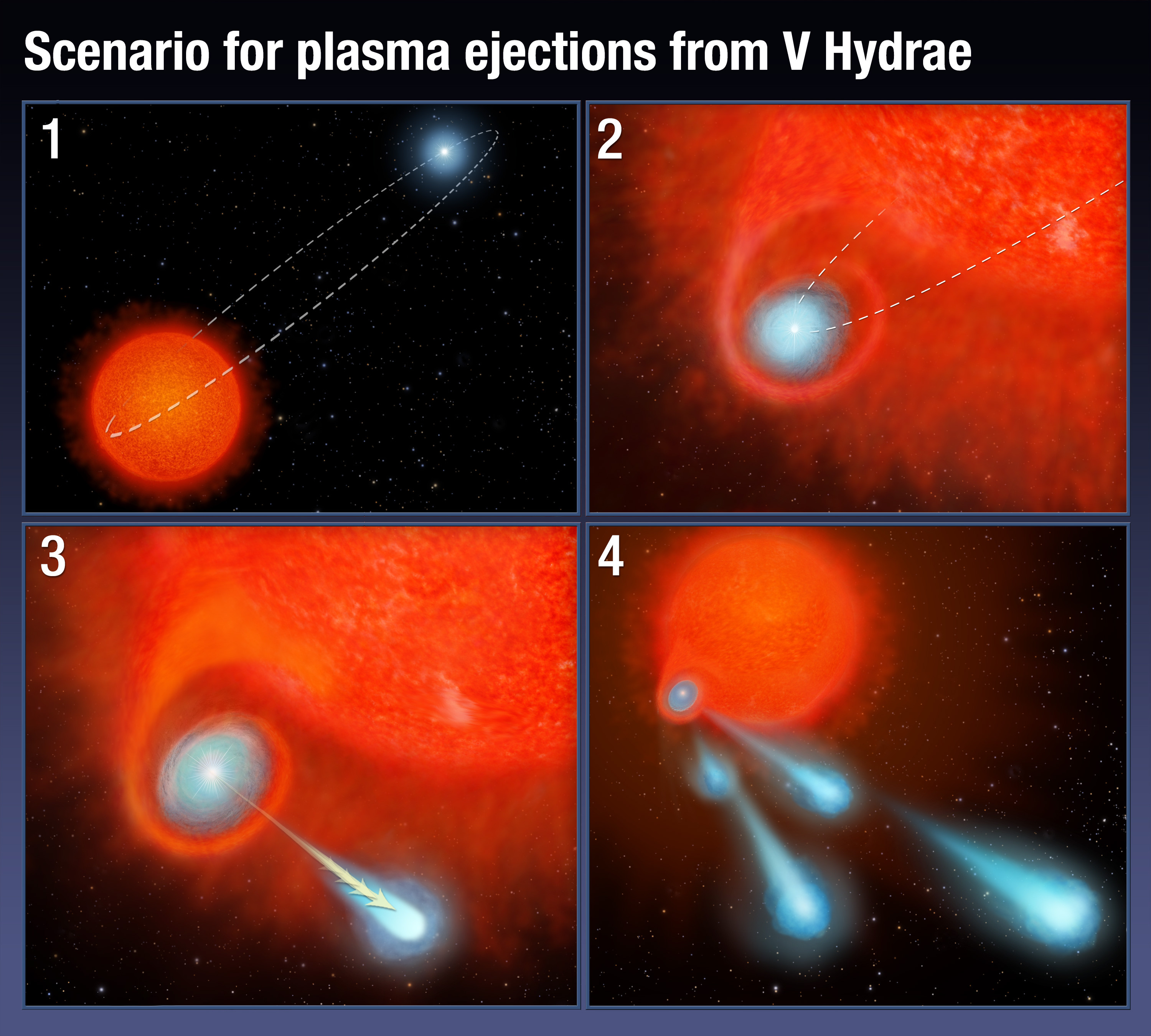
Художнє зображення викидів плазми з V Гідри.

Біля V Гідри спостерігаються високошвидкісні витоки речовини, колімовані в джети, та диск із речовини навколо зорі. Оскільки вважається, що зоря перебуває в кінці еволюційної стадії АВГ і починає формувати планетарну туманність, механізм викиду речовини може пролити світло на процес формування планетарних туманностей. Викиди формуються у вигляді снарядів із речовини, які вистрілюють щоразу, як компактний компонент зорі проходить по своїй сильно витягнутій орбіті поблизу червоного гіганта. Снаряди розлітаються у протилежних напрямках по різних орбітах, спричинених спусковими механізмами викидів.